# Franco Zeffirelli
Franco Zeffirelli [ˈfraŋko dzeffiˈrɛlli], właśc. Gian Franco Corsi Zeffirelli (ur. 12 lutego 1923 we Florencji, zm. 15 czerwca 2019 w Rzymie) – włoski reżyser filmowy, teatralny i operowy, a także scenograf, projektant kostiumów, producent i aktor filmowy, teatralny i telewizyjny. Laureat nagrody Brytyjskiej Akademii Filmowej za najlepszą scenografię za film Traviata (1984).

## Życiorys

### Wczesne lata
Urodził się we Florencji jako syn Alaide Garosi, projektantki mody, i Ottorino Corsiego, handlarza wełny i jedwabiu. Po śmierci matki w 1929, został umieszczony pod opieką angielskiej guwernantki, która uczyła go języka angielskiego i literatury angielskiej.
W 1941 ukończył Akademię Sztuk Pięknych (Accademia di Belle Arti Firenze) we Florencji. Następnie studiował sztukę i architekturę na Uniwersytecie Florenckim. Po wybuchu II wojny światowej, walczył jako partyzant, zanim spotkał się z brytyjskimi żołnierzami z 1. batalionu Scots Guards i stał się ich tłumaczem. Po wojnie kontynuował studia na Uniwersytecie we Florencji, ale kiedy zobaczył Henryka V (1944) Laurence’a Oliviera, zwrócił swoją uwagę w stronę teatru.

### Kariera
W roku 1947 przyłączył się do trupy teatralnej Morelli-Stoppa, kierowanej przez Luchino Viscontiego, potem pracował jako jego asystent. Karierę filmową rozpoczął jako aktor rolą Filippo Carrone w dramacie Posłanka Angelina (L’Onorevole Angelina, 1947) Luigiego Zampy.
Był scenografem i asystentem reżysera m.in. takich przedstawień jak: Tramwaj zwany pożądaniem Tennessee Williamssa (1948), Troilus i Kressyda Williama Szekspira (1949), Trzy siostry Antona Czechowa (1951).
Debiutował jako reżyser teatralny w roku 1950 spektaklem Lulù Carla Bertolazziego, następnie reżyserował opery i przedstawienia teatralne wystawiane w Londynie, Mediolanie i Nowym Jorku.
Po raz pierwszy reżyserował na dużym ekranie Poskromienie złośnicy Szekspira (1967) z Elizabeth Taylor i Richardem Burtonem. Rok później zrealizował film Romeo i Julia według sztuki Szekspira (1968), który przyniósł mu nominację do nagrody Oscara za reżyserię.
Kolejne jego filmy to m.in.: Brat Słońce, siostra Księżyc (1972) o świętym Franciszku z Asyżu, Jezus z Nazaretu (1977) i Hamlet (1990) z Melem Gibsonem w roli tytułowej.
W 1999 roku Franco Zeffirelli otrzymał Kryształowy Globus na Festiwalu Filmowym w Karlowych Warach za wybitny wkład w światową kinematografię.
W listopadzie 2004 otrzymał honorowy brytyjski tytuł szlachecki.

## Życie prywatne
Był daleko spokrewniony z Leonardem da Vinci (przez potomków przyrodniego rodzeństwa malarza).
W 1996 dokonał publicznego coming outu i otwarcie przyznał się do swojej orientacji homoseksualnej. Wyjaśnił, że zaczął postrzegać swój homoseksualizm, kiedy miał 14 lub 15 lat. Swoje pierwsze homoseksualne doświadczenie z młodym wiejskim chłopcem Vierim podczas wojny, kiedy przebywał z partyzantami w lasach Florencji, opisał w wywiadzie dla tygodnika „Libero”. W 2007 ujawnił, że przeżył wielką miłość z Luchino Viscontim, o czym napisał także w swojej „Autobiografíi”. 
Reżyser Bruce Robinson twierdził, że podczas kręcenia Romea i Julii (1968), gdzie wówczas on grał rolę Benvolia, doświadczył niechcianych zalotów przez Zeffirellego. Robinson wyjaśniał także, że postać lubieżnego Wujka Monty’ego (w tej roli Richard Griffiths) w swoim filmie Withnail i ja (Withnail & I, 1987) oparł na osobie Zeffirellego. Z kolei w 2018 aktor Johnathon Schaech twierdził, że Zeffirelli dokonał na nim napaści seksualnej podczas kręcenia Rozterek serca (Storia di una capinera, 1993). Syn Zeffirelliego, Giuseppe „Pippo”, adoptowany przez filmowca jako dorosły, wydał wówczas oświadczenie zaprzeczające zarzutom
Franco Zeffirelli został członkiem włoskiego senatu od 1996 reprezentującym prawicową partię Forza Italia. Sprzeciwiał się również istnieniu Ministerstwa Kultury, jako reliktu epoki totalitaryzmu.

### Śmierć
Zmarł 15 czerwca 2019 w Rzymie w wieku 96 lat.

## Filmografia
| Rok  | Tytuł                                                                           |
| ---- | ------------------------------------------------------------------------------- |
| 1957 | Camping                                                                         |
| 1964 | Maria Callas w Covent Garden (Maria Callas at Covent Garden; film dokumentalny) |
| 1965 | Cyganeria (La Bohème) – scenografia                                             |
| 1966 | Per Firenze (film dokumentalny TV)                                              |
| 1967 | Poskromienie złośnicy (The Taming of the Shrew)                                 |
| 1968 | Romeo i Julia (Romeo and Juliet)                                                |
| 1972 | Brat Słońce, siostra Księżyc (Fratello sole, sorella luna)                      |
| 1977 | Jezus z Nazaretu (Jesus of Nazareth)                                            |
| 1979 | Mistrz (The Champ)                                                              |
| 1981 | Niekończąca się miłość (Endless Love)                                           |
| 1982 | Pajace (Pagliacci, TV)                                                          |
| 1982 | La Traviata                                                                     |
| 1982 | Rycerskość wieśniacza (Cavalleria rusticana, TV)                                |
| 1986 | Otello                                                                          |
| 1988 | Młody Toscanini (Il giovane Toscanini)                                          |
| 1989 | 12 registi per 12 città                                                         |
| 1990 | Hamlet                                                                          |
| 1991 | The King of Ads – „Annabella Pavia commercial” (film dokumentalny)              |
| 1992 | Don Carlo (TV)                                                                  |
| 1993 | Rozterki serca (Storia di una capinera)                                         |
| 1996 | Jane Eyre                                                                       |
| 1999 | Herbatka z Mussolinim (Tea with Mussolini)                                      |
| 2002 | Wieczna Callas (Callas Forever)                                                 |
| 2009 | Omaggio a Roma (film krótkometrażowy)                                           |